# Kain-Nunatak
Der Kain-Nunatak (englisch Cain Nunatak) ist ein rund 400 m hoher Nunatak im Grahamland auf der Antarktischen Halbinsel. Er ist der westlichere zweier isolierter Nunatakker auf der Südseite des Broad Valley auf der Trinity-Halbinsel. 
Kartografisch erfasst wurde das Gebiet durch das Falkland Islands Dependencies Survey in den Jahren 1960 bis 1961. Namensgeber ist die biblische Figur des Kain. Der östlich gelegene zweite Nunatak erhielt folglich den Namen Abel-Nunatak.